# Красовський Микола Вікторович
Микола Вікторович Красовський (1904, селище Гассан-Кулі Закаспійської області, тепер місто Есенгули Балканського велаяту, Туркменістан — після 1960) — радянський діяч органів держбезпеки, народний комісар внутрішніх справ Мордовської АРСР. Входив до складу особливої трійки НКВС СРСР. Депутат Верховної Ради СРСР 1-го скликання (1937—1939). 

## Біографія
Народився в родині дворянина, капітана російської царської армії. З вересня 1912 року навчався в чоловічій гімназії міста Ашхабада, закінчив п'ять класів. Потім закінчив чотири групи школи 2-го ступеня в місті Гянджі Азербайджанської Республіки.
У березні — вересні 1920 року — рядовий 185 стрілецького полку 11-ї армії РСЧА. У вересні 1920 — вересні 1921 року — діловод в Гянджинському губернському військкоматі. У 1921 році закінчив школу 2-го ступеня в місті Гянджі.
У вересні 1921 — травні 1923 року — відповідальний секретар Туркменського обласного відділу Спілки радянських працівників. У 1923 році вступив до комсомолу.
У травні 1923 — лютому 1924 року — інструктор Дорпрофсожа Середньоазіатських залізниці в місті Ашхабаді; секретар осередку ЛКСМ, член Ашхабадського міського комітету ЛКСМ.
У лютому 1924 — лютому 1925 року — контролер 46-го прикордонного загону ОДПУ в Ашхабаді. У лютому 1925 — травні 1928 року — уповноважений комендатури 46-го прикордонного загону ОДПУ.
Член РКП(б) з липня 1927 року.
У травні 1928 — квітні 1930 року — уповноважений комендатури 45-го прикордонного загону ОДПУ. У квітні 1930 — квітні 1932 року — помічник коменданта 45-го прикордонного загону ОДПУ. У квітні — листопаді 1932 року — комендант 45-го прикордонного загону ОДПУ в місті Серах Туркменської РСР.
У листопаді 1932 — лютому 1934 року — помічник начальника 67-го Кизил-Атрекського прикордонного загону ОДПУ з секретно-оперативної частини.
У лютому — липні 1934 року — інспектор Управління прикордонної охорони і військ ДПУ Повноважного представництва ОДПУ по Середній Азії. У липні  — листопаді 1934 року — інспектор Управління прикордонної і внутрішньої охорони УНКВС по Середній Азії. У листопаді 1934  — лютому 1935 року — інспектор Управління прикордонної і внутрішньої охорони УНКВС по Туркменській РСР.
У лютому — серпні 1935 року — начальник 45-го Серахського прикордонного загону НКВС Туркменської РСР.
У серпні 1935 — березні 1937 року — начальник штабу 5-го Сестрорєцького прикордонного загону НКВС. У березні — грудні 1937 року — начальник 5-го Сестрорєцького прикордонного загону НКВС.
22 листопада 1937 — 1 лютого 1939 року — народний комісар внутрішніх справ Мордовської АРСР. Входив до складу особливої трійки, створеної за наказом НКВС СРСР від 30 липня 1937 року, брав активну участь в сталінських репресіях.
Заарештований в лютому 1939 року. Засуджений Військовою колегією Верховного суду СРСР 15 лютого 1940 року за статтями 58-7, 58-8, 58-11 КК РРФСР до 10 років позбавлення волі. Відбував покарання у Північному виправно-трудовому таборі НКВС.
Під час німецько-радянської війни у серпні 1942 року відправлений на фронт. 27 вересня 1943 року судимість Красовського була знята Військовою радою Брянського фронту. Під час війни командував 828-м стрілецьким полком 197-ї стрілецької дивізії.
Після війни викладав у Військовій академії імені М. В. Фрунзе. З 1960 року — в запасі. Не реабілітований.

## Звання
- майор (26.03.1936)
- полковник (17.11.1937 до 1939)
- майор (1943)
- підполковник (1944)
- полковник (1945)

## Нагороди
- орден Леніна
- орден Кутузова ІІ ст.
- орден Кутузова ІІІ ст. (9.12.1943)
- орден Вітчизняної війни І ст. (29.12.1943)
- п'ять орденів Червоного Прапора (14.02.1936 (позбавлений 29.03.1941), 16.12.1943, 30.07.1944, 3.11.1944, 14.03.1945)
- орден Трудового Червоного Прапора Туркменської РСР (20.12.1932)
- знак «Почесний працівник ВЧК—ДПУ (XV)» (08.05.1938)
- медалі